# Papet vaudois
Pour les articles homonymes, voir Papet.
Le papet vaudois, ou papet aux porreaux (de papette, qui désignait une bouillie), est un plat traditionnel du canton de Vaud en Suisse.

## Recette
Le papet vaudois se prépare avec des pommes de terre, des poireaux et de la saucisse vaudoise. 

## Histoire

Le papet représente symboliquement les couleurs du drapeau vaudois (blanc pour les pommes de terre et vert pour les poireaux)

On ne sait pas quand furent préparés les premiers papets vaudois. Bien qu'il soit souvent servi le jour de la célébration de l'indépendance vaudoise (qui a eu lieu le 24 janvier 1798), il est probablement bien plus récent. La viande de porc étant, jusqu'au XIXe siècle relativement onéreuse, la saucisse aux choux ne pouvait être très répandue. Les poireaux n'étaient également pas beaucoup consommés, ayant mauvaise réputation.
L’Association de la charcuterie  vaudoise célèbre depuis 2009 la journée du papet vaudois le premier vendredi du mois d'octobre.